# Béal na Bláth
Béal na Bláth, també Béal na mBláth, Béal na Blá, Bealnablath o Bealnabla, és una petita vila en la carretera R585 al comtat de Cork, Irlanda. L'àrea és ben coneguda per ser lloc on es produí l'emboscada que va provocar la mort del líder irlandès Michael Collins.

## Assassinat de Michael Collins
El 22 d'agost de 1922, durant la guerra civil irlandesa, el cap del govern provisional de l'Estat Lliure d'Irlanda i comandant en cap de l'exèrcit nacional, Michael Collins, va morir en una emboscada feta pels membres de l'IRA contraris al tractat mentre guiava un comboi cap a Bandon. L'indret és objecte de commemoracions el diumenge proper a l'aniversari de la seva mort, i s'hi ha erigit una creu al lloc del tiroteig un kilòmetre al sud de la vila on Collins fou mort. El lloc on va caure és senyalat per una petita creu blanca.

## Nom
La versió original del nom de la vila s'ha enfosquit amb el pas dels temps. La pronunciació Béal na mBláth (traduït com a "boca de les flors/ponzelles") és força usat, però aquesta pronunciació no coincideix amb la toponímia tal com era pronunciada pels darrers parlants d'irlandès de l'àrea (que hi sobrevisqueren fins als anys 1940). Aquesta versió del nom, i la traducció associada, va sorgir molt probablement a través de l'etimologia popular entre els parlants no nadius.
Una reconstrucció del nom original proposada és Béal Átha na Bláiche, que vol dir "boca del gual del sèrum de la llet", per analogia amb un topònim semblant al comtat de Limerick; una altra versió testimoniada literàriament és Béal na Bláth (anglitzada com a Bealnablath) que podria significar "boca de les ponzelles" o "boca del sèrum de llet". Des de 2012 la Irish Placenames Commission considera Béal na Blá com a la versió més acurada del topònim original. El significat de "blá" en aquest context no és clar, però podria significar "verd" o "gespa".